# Calathea brasiliensis
Calathea brasiliensis är en strimbladsväxtart som beskrevs av Friedrich August Körnicke. Calathea brasiliensis ingår i släktet Calathea och familjen strimbladsväxter. Inga underarter finns listade.